# Rhopalosiphum laconae
Rhopalosiphum laconae är en insektsart. Rhopalosiphum laconae ingår i släktet Rhopalosiphum och familjen långrörsbladlöss. Inga underarter finns listade i Catalogue of Life.